# نوال التطاوي
الدكتورة نوال عبد المنعم التطاوي سياسية مصرية، شغلت منصب وزيرة للاقتصاد و التعاون الدولي بين عام 1995 و حتى عام 1997، كما أنها أول سيدة تشغل هذا المنصب، وهي بنت أخ الممثل الراحل عبد الحفيظ التطاوي.
حصلت الدكتورة على البكالوريوس في الاقتصاد من الولايات المتحدة عام 1969 ثم عملت بعد ذلك في البنك الدولي للإنشاء والتعمير في واشنطن، وقد شاركت في مراجعة خطط التنمية الاقتصادية لبعض الدول الأفريقية من خلال عملها في الامم المتحدة عام 1972 و شاركت في دارسة المشروعات التي تتقدم بها الدول للحصول على تحويل من البنك الدولى.
عام 1992 شغلت منصب رئيس لبنك الاستثمار العربى بالقاهرة، وكانت أول أمرأة مصرية تشغل منصب رئيس بنك، ثم بعد ذلك أصبحت عضوا معينا في مجلس الشعب عام 1995، حتى أصبحت وزيرة للاقتصاد و التعاون الدولى عام 1995.